# Pattonskärs kobbarna
Pattonskärs Kobbarna är klippor i Finland. De ligger i kommunen Pargas i den sydvästra delen av landet, 210 km väster om huvudstaden Helsingfors.
Terrängen runt Pattonskärs Kobbarna är mycket platt.